# Desanka Kovačević-Kojić
Desanka Kovačević-Kojić (en serbe cyrillique : Десанка Ковачевић-Којић ; née le 3 octobre 1925 à Sarajevo (royaume des Serbes, Croates et Slovènes) et morte le 13 août 2022 à Belgrade (Serbie)) est une historienne yougoslave puis bosno-serbe, spécialiste de l'histoire médiévale des peuples yougoslaves,,. 
Elle est membre de l'Académie serbe des sciences et des arts et membre à titre étranger de l'Académie des sciences et des arts de la République serbe.
Desanka Kovačević-Kojić a étudié plusieurs domaines thématiques, les principaux étant le commerce, les mines et les villes et, principalement, la Serbie et la Bosnie médiévales, ainsi que leurs liens économiques avec la république de Raguse et la Méditerranée.

## Biographie
Née le 3 octobre 1925 à Sarajevo, Desanka Kovačević-Kojić a terminé ses études élémentaires et secondaires dans sa ville natale, puis elle a étudié l'histoire à la faculté de philosophie de l'université de Belgrade, où elle a obtenu son diplôme en 1950. La même année, elle a été élue assistante à l'université de Sarajevo. En 1956, à la Faculté de philosophie de Belgrade, elle a soutenu sa thèse de doctorat sur le Commerce dans la Bosnie médiévale ; puis en 1957-1958, elle a passé un an de formation à Paris en suivant le séminaire de Fernand Braudel à l'École pratique des hautes études. Elle a effectué des recherches dans les bibliothèques et les archives de certaines villes italiennes, comme Venise, Florence et Milan. En 1969, elle est devenue professeure à part entière de l'université de Sarajevo.
En 1975, elle devient membre correspondant de l'Académie des sciences et des arts de Bosnie-Herzégovine et, en 1981, membre à part entière. De 1979 à 2004, elle a été membre permanent et associé de la Commission internationale sur l'histoire des villes, et à ce jour, elle continue sa participation aux travaux de la commission en tant que membre honoraire ; à partir de 1993, elle est devenue membre extérieur de l'Institut d'histoire de l'Académie serbe des sciences et des arts.
En 1993, en raison de la dislocation de la Yougoslavie et des guerres qui l'ont accompagnée [réf. souhaitée], elle s'installe à Belgrade. En 1994, elle devient membre à part entière de l'Académie serbe des sciences et des arts et, dans le cadre de cette académie, elle participe alors régulièrement aux travaux du Département des sciences historiques. En 1993, elle fait partie des fondateurs de l'Académie des sciences et des arts de la république serbe de Bosnie et elle en devient membre en 1996.

## Ouvrages et contributions
- (sh) Desanka Kovačević-Kojić, Trgovina u srednjovjekovnoj Bosni [« Le Commerce dans la Bosnie médiévale »], Sarajevo, Naučno društvo Bosne i Hercegovine, 1961, 216 p. (lire en ligne)
- (sh) Desanka Kovačević-Kojić, Gradska naselja srednjovjekovne bosanske države [« Les Localités urbaines dans l'État bosniaque médiéval »], Sarajevo, Veselin Masleša, 1978 (lire en ligne)
- (sr) Desanka Kovačević-Kojić, Istorija srpskog naroda : Doba borbi za očuvanje i obnovu države (1371-1537) [« Histoire du peuple serbe : L'ère des luttes pour la préservation et la reconstruction de l'État (1371-1537) »], vol. 2, Belgrade, Srpska književna zadruga, 1982 (lire en ligne), « Privredni uspon (L'essor économique) », p. 100-108
- (sr) Desanka Kovačević-Kojić, Istorija srpskog naroda : Doba borbi za očuvanje i obnovu države (1371-1537) [« Histoire du peuple serbe : L'ère des luttes pour la préservation et la reconstruction de l'État (1371-1537) »], vol. 2, Belgrade, Srpska književna zadruga, 1982 (lire en ligne), « Srbija, majdan srebra i zlata (La Serbie, une terre d'argent et d'or) », p. 268-277
- (sh) Desanka Kovačević-Kojić, Prilozi za istoriju Bosne i Hercegovine [« Contributions à l’histoire de la Bosnie-Herzégovine »], vol. 1, Sarajevo, Académie des sciences et des arts de Bosnie-Herzégovine, 1987 (lire en ligne [PDF]), « Privredni razvoj srednjovjekovne bosanske države (Le développement économique de l’État bosniaque médiéval) »
- Desanka Kovačević-Kojić, Les villes médiévales de Serbie et de Bosnie avant et après l'instauration du pouvoir ottoman, Académie serbe des sciences et des arts - Institut d'études balkaniques, 1991 (lire en ligne), p. 9-16
- (sr) Desanka Kovačević-Kojić, Trgovačke knjige braće Kabužić (Caboga) 1426-1433 [« Les Livres de compte commerciaux des frères Kabužić (Caboga) (1426-1433) »], Belgrade, 1999
- (sr) Desanka Kovačević-Kojić, Sima Ćirković et Ruža Ćuk, Staro srpsko rudarstvo [« L'exploitation minière dans la Serbie ancienne »], Belgrade, 2002
- (sr) Desanka Kovačević-Kojić, Gradski život u Srbiji i Bosni (XIV–XV vijek) [« La vie dans les villes aux XIVe et XVe siècles »], Belgrade, Institut d'histoire de l'Académie serbe des sciences et des arts, 2007 (lire en ligne)
- (sr) Desanka Kovačević-Kojić, Srednjovjekovna Srebrenica: XIV–XV vijek [« Srebrenica médiévale (XIVe et XVe siècles) »], Belgrade, 2010
- Desanka Kovačević-Kojić, La Serbie et les pays serbes : l'économie urbaine, XIVe et XVe siècles, Belgrade, 2012 (lire en ligne)

## Récompenses
Desanka Kovačević-Kojić a reçu le prix Veselin Masleša pour ses travaux scientifiques, le prix du 27 juillet et le prix Vladimir Ćorović pour l'ensemble de son œuvre (2002).